# Saint-Forgeux-Lespinasse
Saint-Forgeux-Lespinasse è un comune francese di 532 abitanti situato nel dipartimento della Loira della regione dell'Alvernia-Rodano-Alpi.

## Società

### Evoluzione demografica
Abitanti censiti